# Aguas Buenas
Aguas Buenas és una entitat de població de l'Uruguai, ubicada al nord del departament de Durazno. Té una població aproximada de 100 habitants, segons les dades del cens del 2004.
Es troba a 46 metres sobre el nivell del mar.